# Dina Gilbert
Pour les articles homonymes, voir Gilbert.
Dina Gilbert est une cheffe d'orchestre québécoise née le 3 décembre 1984 à Saint-Georges en Beauce.
De 2013 à 2016, elle est cheffe assistante de l'Orchestre symphonique de Montréal dirigé par Kent Nagano.
Depuis 2017, Dina Gilbert est directrice musicale et cheffe d'orchestre de l'Orchestre symphonique de Kamloops (Kamloops Symphony Orchestra) en Colombie-Britannique.
En 2019, elle devient cheffe attitrée de l'Orchestre des Grands Ballets canadiens de Montréal.

## Biographie
Née le 3 décembre 1984 à Saint-Georges en Beauce,,, Dina Gilbert, la cinquième d'une famille de six filles, commence à jouer le piano dès l'âge de 4 ans et découvre la musique symphonique à l'âge de 17 ans. Elle étudie à la Faculté de musique de Université de Montréal où elle complète un baccalauréat en clarinette en 2006, une maîtrise en direction d'orchestre en 2008 et un doctorat en direction d'orchestre auprès de maestro Jean-François Rivest en septembre 2011,.
En 2010, elle fonde l'Ensemble Arkea, un orchestre de chambre montréalais, dont elle prend la direction artistique. À titre de directrice artistique de l'ensemble, elle dirige plus d'une trentaine de compositions de jeunes compositeurs canadiens tels que Keiko Devaux, Stéphanie Hamelin Tomala, Maxime Goulet, Samuel Laflamme et Roozbeh Tabandeh. Avec cet ensemble, elle a notamment dirigé la création de l'opéra de rue "Humanitudes" du compositeur Éric Champagne.
C'est aussi pendant cette période que Dina Gilbert conçoit et présente une série d'ateliers éducatifs "Chef 101" à des milliers d'enfants au Canada avec le but de faire découvrir à un jeune public les secrets du métier de chef d'orchestre .
Le 22 avril 2013, l'Orchestre symphonique de Montréal (OSM) annonce la nomination de Dina Gilbert à titre de cheffe assistante de l'orchestre et du maestro Kent Nagano à partir du début de la saison débutant en septembre suivant. Elle occupera ce poste jusqu'en 2016. Durant ce mandat, elle remplace avec succès au pied levé en avril 2016 le maestro Alain Altinoglu dans trois concerts à l'OSM dont « Les Planètes de Gustav Holst »,.
À compter de juin 2017, elle est la cheffe d'orchestre et directrice musicale de l'Orchestre symphonique de l'Estuaire à Rimouski et de l'Orchestre symphonique de Kamloops (Kamloops Symphony Orchestra) en Colombie-Britannique. Elle quitte la direction de l'Orchestre symphonique de l'Estuaire en 2022.
En septembre 2017, dans le cadre des célébrations du 375e anniversaire de Montréal, elle dirige l'Orchestre Métropolitain dans un hommage aux créateurs montréalais de jeux vidéo, La Symphonie du jeu vidéo de Montréal, un spectacle conçu par le compositeur Maxime Goulet,.
Elle développe sa carrière internationale : aux États-Unis en 2017, avec le Eugene Symphony (en) en Oregon et le Fayetteville Symphony Orchestra en Caroline du Nord ; au Japon en 2017, où elle dirige l'orchestre symphonique polonais Sinfonia Varsovia lors de cinq programmes de concerts dans les villes de Niigata et Tokyo ; en Espagne en 2019-2020, en dirigeant l'Orchestre symphonique du Grand théâtre du Liceu (ca) de Barcelone ; en Colombie en 2021-2022 avec l'Orchestre symphonique national de Colombie (es). 
En février 2018, lors du Gala des 21e prix OPUS, elle reçoit le prix Opus "Découverte de l'année".
En plus de ses débuts en Espagne, la saison 2019-2020 représente pour Dina Gilbert, ses débuts à titre de cheffe attitrée de l'Orchestre des Grands Ballets Canadiens de Montréal.
En 2019, elle devient cheffe attitrée de l'Orchestre des Grands Ballets Canadiens de Montréal. 
Le 2 mars 2022, elle annonce qu'elle souffre d'un cancer et qu'elle devra ralentir ses activités pour combattre ce mal en recevant les traitements nécessaires.
Du 24 mai au 4 juin 2022, elle dirige l'Orchestre symphonique de Trois-Rivières ainsi qu'une centaine de musiciens et chanteurs, dont les chanteuses Luce Dufault et Kim Richardson, lors du concert Harmonium symphonique donné à l'Amphithéâtre Cogeco de Trois-Rivières,.
Dina Gilbert a également dirigé des orchestres symphoniques dans des contextes de genres musicaux non classiques tels que l'Orchestre Philharmonique de Radio France et l'Orchestre national de Lyon lors de concerts Hip Hop Symphonique, partageant la scène avec des musiciens comme I AM, MC Solaar, Youssoupha, Arsenik et Bigflo & Oli. En 2022, elle dirige le programme l'OSM au rythme du Hip-Hop en collaboration avec les artistes québécois Koriass, Sarahmée, Dead Obies et Alaclair Ensemble et Fouki.

## Distinctions
- 2017 : Prix Opus "Découverte de l'année"
- 2020: Prix Opus Régions "Réalisations jeune public" remis à l’Orchestre symphonique de l’Estuaire[17]
- 2020: "Not-For-Profit Of The Year, Business Excellence Awards," remis au Kamloops Symphony Orchestra[18]